# Сельское хозяйство Армении
Сельское хозяйство Армении — одна из главных отраслей экономики Армении. В 1998—2002 годах удельный вес агропромышленного комплекса в ВВП составил около 35 %, из которых 23-26 % составляет сельское хозяйство.

## История сельского хозяйства Армении и армянских общин
Армения является важным центром агробиоразнообразия. Земледелие и садоводство развивались здесь в течение нескольких тысяч лет. Армения была одним из первых мест появления сельского хозяйства. Богатое агробиоразнообразие Армении представлено дикими родственными формами злаковых культур, дикорастущими съедобными растениями и большим количеством сортов растений и пород животных.
Разнообразие диких родственных форм злаковых культур, встречающихся в Армении (22 вида и 218 подвидов) было использовано для выведения новых сортов с помощью селекции. В настоящее время в Армении выращивается большое число видов растений, в том числе 6 видов зерновых культур, 366 кормовых растений, 62 вида ягод и 65 типов овощей. В целом этот 521 вид растений представляет собой 16 % от общего числа встречающихся в Армении. Этот заповедник был создан для защиты генетического разнообразия диких родственных форм злаковых культур. Здесь встречаются 3 вида и 100 подвидов пшеницы.
Николай Вавилов отмечал происхождение и окультуривании ряда злаковых с Армянского нагорья. Так, согласно его исследованиям, пшеница происходила непосредственно из Армении, а рожь из Малой Азии и Закавказья.
По состоянию на середину и конец XIX века в Елизаветпольском уезде хлебопашеством занимались в основном армяне, русские и немцы. Из злаковых, преимущественно сеяли пшеницу, посев которой составлял до 2/3 всех посевов. Также были распространены посевы ячменя, проса, кукурузы и риса. Огородничеством в уезде занимались в основном армяне, но ввиду отсутствия рынка сбыта, большей частью для своих нужд. В ущельях армяне сеяли много фасоли, в Делижанском ущелье разводили также табак. Тканием сукна также в основном занимались армяне. Известным центром ткания сукна являлось село Кот Казахского управления, из которого неваленное сукно вывозились в Тифлис. Одной из самых развитых областей хозяйственной деятельности являлось пчеловодство. В каждом дворе находилось по 5-6 ульев, но лучшие пасеки находились в селе Дилижан, где на двух пасеках насчитывалось до 350 ульев. В это же время в Дербенте, армяне наряду с другими жителями города выращивали виноград, но были единственными, кто из него делал вино и водку.
Во время нахождения в Иране, известный ботаник Николай Вавилов отмечал, что полбу в этой стране выращивают только в армянских поселениях. Армяне, наряду с осетинами и хевсурами, являются главными возделователями полбы на Кавказе.

## Динамика валовой продукции сельского хозяйства
Вариабельность урожайности в зависимости от ряда факторов, в частности засух, влияет на динамику валовой продукции сельского хозяйства.

## Сельскохозяйственные угодья
Около 46,8 % территории Армении пригодно для сельского хозяйства, из них 16 % составляют пашни.
Согласно земельному балансу на 2018 год сельскохозяйственные угодья составляют 2044,5 тыс. га, из которых пахотные земли - 445.6 тыс.га, земли для сенокоса - 445.6 тыс.га,, пастбища  - 1051.6 тыс.га.  Исследования показывают, что в 2018 году было использовано всего  242,8 тысячи, или около 54,5% пахотных земель.

## Растениеводство
Множество растений используется на корм скоту (около 2,000 видов). Главными являются: люцерна (Medicago sativa), клевер (Trifolium), эспарцет (Onobrychis).
Важнейшим центром для выращивания различных видов растений является Араратская равнина. Это обусловлено равнинной местностью и большим количеством солнечных дней в году.

| Культивируемые растения | Площади (тыс. га) на 1986 г. | Площади (тыс. га) на 1992-94 г. | Площади (тыс. га) на 1999 г. | Площади (тыс. га) на 2000 г. | Урожайность (т/га) на 1986 г. | Урожайность (т/га) на 1992-94 г. | Урожайность (т/га) на 1999 г. |
| ----------------------- | ---------------------------- | ------------------------------- | ---------------------------- | ---------------------------- | ----------------------------- | -------------------------------- | ----------------------------- |
| Злаковые                | 133.2                        | 189.5                           | 175.7                        | 190.0                        | 2.4                           | 1.5                              | 1.7                           |
| Овощи                   | 18.0                         | 21.9                            | 20.9                         | 20.5                         | 31.8                          | 20.0                             | 21.5                          |
| Бахчевые                | 3.9                          | 2.8                             | 4.2                          | 3.5                          | 16.3                          | 14.1                             | 21.0                          |
| Картофель               | 20.3                         | 30.6                            | 32.0                         | 32.0                         | 13.0                          | 12.6                             | 12.9                          |
| Плодовые                | 52.1                         | 33.5                            | 20.7                         | 20.7                         | 3.8                           | 3.1                              | 4.3                           |
| Виноград                | 25.7                         | 25.1                            | 15.2                         | 15.2                         | 8.1                           | 6.5                              | 7.6                           |
| Табак                   | 3.8                          | 0.5                             | 0.8                          | 2.6                          | 2.9                           | 2.8                              | 2.3                           |
| Фураж                   | 267.1                        | 134.0                           | 122.0                        | 122.0                        | 10.2                          | 8.9                              | н/д                           |

## Животноводство

### Скотоводство
С древнейших времен Армения была центром скотоводства. Здесь также встречаются дикие родственные формы одомашненных пород. Эндемические породы овец, выведенные от своего дикого предка, армянского муфлона, упоминаются уже в IX веке до н. э.
В Армении наблюдается сверхнормативный выпас мелкого рогатого скота, что способствует возникновению эрозионных процессов. Площадь естественных кормовых угодий в 1940 г составляла около 1,4 млн. га, в данный момент — менее 805 тыс. га.
В 2019 году было произведено около 700 тыс. тонн молока, при годовом потреблении в 1 млн. тонн.

### Рыболовство и рыбоводство
В прудах Армении с надводной растительностью и мягким донным грунтом разводят сазана (Cyprinus carpio), белого толстолобика (Hypophthalmichtys molitrix) и амура (Ctenopharygodon idella). В узких прудах с бетонными стенками и дном основными видами рыб, разводимыми на продажу, являются: радужная форель (Parasalmo mykiss), озёрная форель (Salmo trutta m. fario), севанская форель (Salmo ischchan), сибирский осётр (Acipenser baeri). Любительское рыболовство разрешено на всех водоемах за исключением тех, которые находятся на охраняемых территориях.
Коммерческое рыболовство развито на озере Севан. Однако экологические сдвиги привели к сокращению численности видов, ранее имевших экономическое значение (Севанская форель (Salmo ischchan) и Севанская хромуля (Varicorhinus capoeta sevangi), и увеличению уловов сига (Coregonus) и карпа, (Carassius auratus).

## Охота
В Армении издавна охотились на многих птиц и животных, в том числе на перепела (Coturnix couturnix), каменную куропатку (Alectoris graeca), крякву (Anas platyrhynchos), сизого голубя (Columba livia), лис (Vulpes vulpes), волков (Canis lupus), оленей (Cervus spp.), кабанов (Sus scrofa), диких баранов (Ovis musimon). Популяции многих видов дичи резко сократились, и охота на многих перечисленных млекопитающих ныне запрещена. Змеи, в том числе Армянская гадюка (Vipera raddei и Гюрза (Vipera lebetina), собираются и используются в народной медицине.